# Diamond (Illinois)
Diamond es una villa ubicada en el condado de Grundy en el estado estadounidense de Illinois. En el Censo de 2010 tenía una población de 2527 habitantes y una densidad poblacional de 516,78 personas por km².

## Geografía
Diamond se encuentra ubicada en las coordenadas 41°17′7″N 88°15′2″O / 41.28528, -88.25056. Según la Oficina del Censo de los Estados Unidos, Diamond tiene una superficie total de 4,89 km², cuya totalidad corresponden a tierra firme.

## Demografía
Según el censo de 2010, había 2527 personas residiendo en Diamond. La densidad de población era de 516,78 hab./km². De los 2527 habitantes, Diamond estaba compuesto por el 94,74% blancos, el 0,87% eran negros, el 0,2% eran amerindios, el 0,24% eran asiáticos, el 0,04% eran isleños del Pacífico, el 1,66% eran de otras razas y el 2,26% pertenecían a dos o más razas. Del total de la población el 5,3% eran hispanos o latinos de cualquier raza.